# 阎济民
阎济民（1921年—2010年5月3日），男，河南永城人，中华人民共和国政治人物。

## 生平
阎济民是河南永城县芒山镇磨山村人。早年参加抗日战争，任淮阳地委组织部部长等职。中华人民共和国成立后，供职于中共河南省委组织部，后升任共青团河南省委书记。1954年，调入洛阳轴承厂，任厂长。1979年，担任中共洛阳市委第一书记、河南省副省长。1985年，任河南省政协副主席。1988年至1993年，任省政协主席。2010年5月3日在北京逝世，享年89岁。